# Jerry Barrett

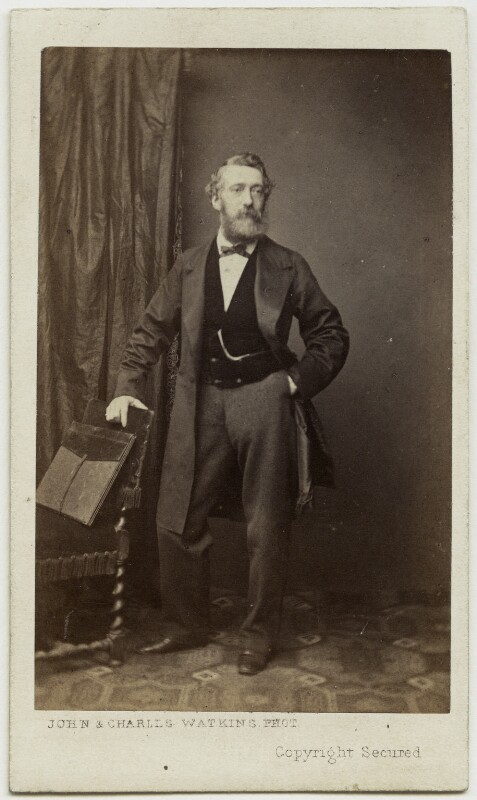
Jerry Barrett (1860)

Jerry Barrett (* 1824; † 21. Januar 1906) war ein britischer Maler des viktorianischen Zeitalters. Sein bekanntestes Werk ist eine Darstellung von Florence Nightingale während des Krimkriegs namens "The Mission of Mercy: Nightingale receiving the wounded at Scutari".

## Arbeiten
Barrets's bekanntestes Werk ist eine Darstellung, die sich mit dem Krimkrieg befasst, namens "The Mission of Mercy: Nightingale receiving the wounded at Scutari" (1858). Das Gemälde, welches Florence Nightingale bei der Versorgung von Verwundeten in Scutari zeigt, befindet sich in der National Portrait Gallery (London), gepaart mit dem Gemälde "Queen Victoria's First Visit to her Wounded Soldiers". Beide Werke wurden 1858, als die patriotische Stimmung nach dem Krimkrieg noch intensiv war, ausgestellt und als Drucke veröffentlicht. Barrett wurde dafür gelobt, dass er ungewöhnliche Aspekte der modernen Kriegsführung ausgewählt und eine Fülle von Details und Porträts aus dem Leben dargestellt hatte. Die Drucke fanden eine weite Verbreitung, aber die Gemälde selbst verschwanden 1859 in einer Privatsammlung und tauchten erst 1993 wieder auf, als sie von der National Portrait Gallery auf einer Auktion erworben wurden.
Es gibt Unterlagen, die darauf hindeuten, dass Barrett auf die Krim reiste, um Skizzen für seine Bilder anzufertigen. "Queen Victoria's First Visit to Her Wounded Soldiers" wurde im Mai 1856 in der Royal Exhibition Gallery in Piccadilly ausgestellt. Thomas Agnew erwarb "The Mission of Mercy" im August 1857 und stellte es im Sommer 1858 in der Leggatt and Hayward Gallery in Cornhill aus.

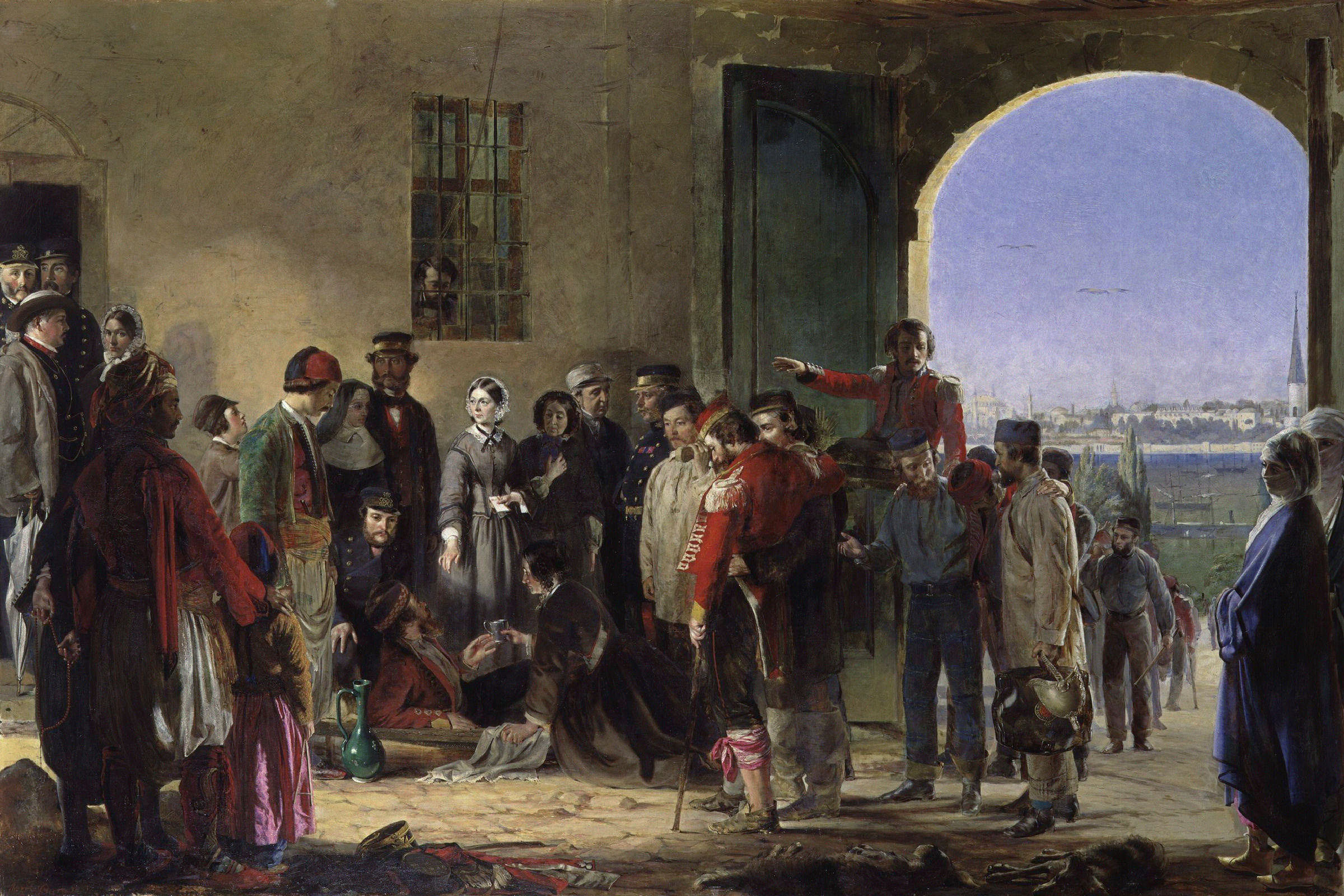
Nightingale receiving the Wounded at Scutari, by Jerry Barrett
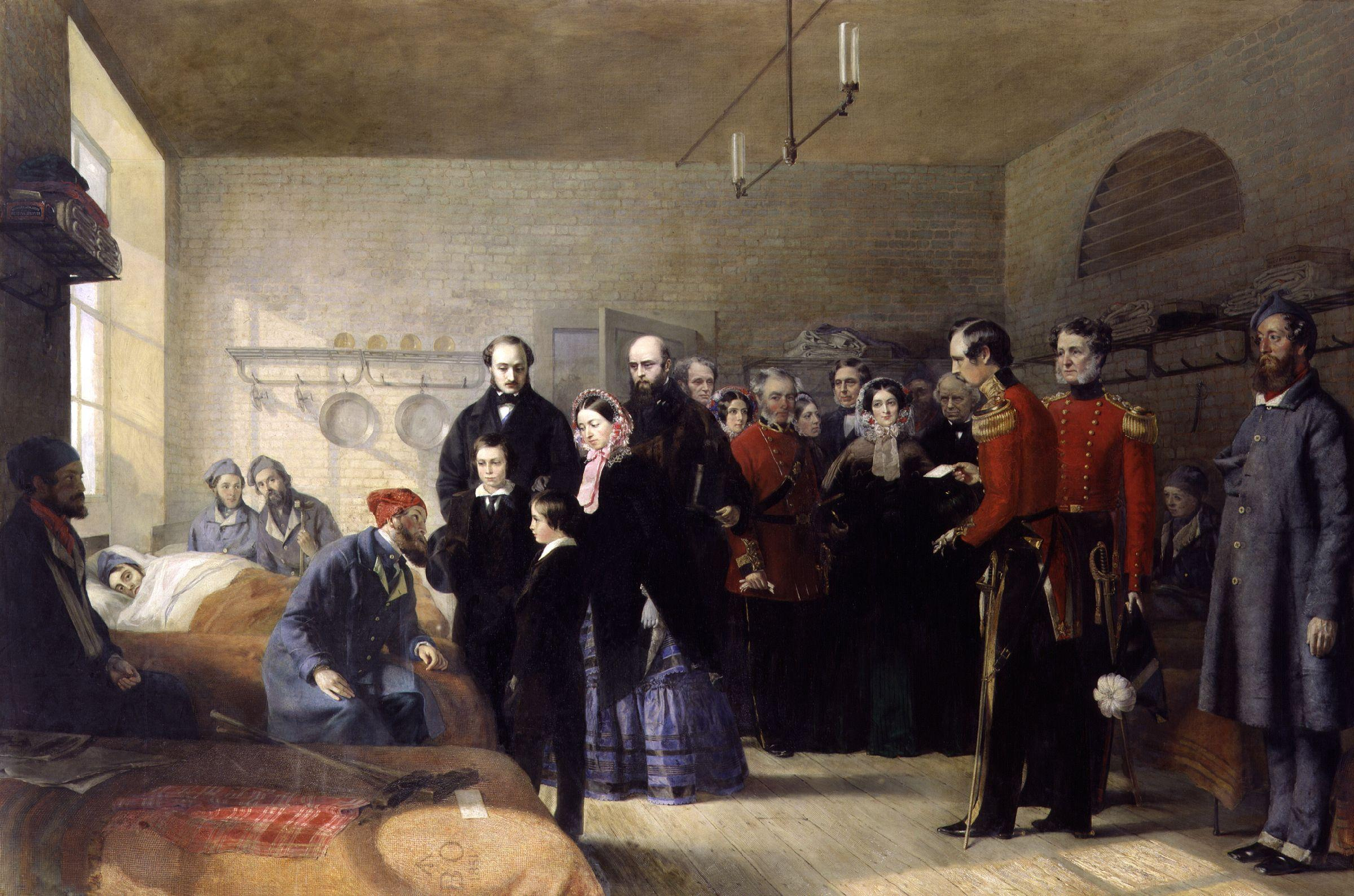
Queen Victoria's First Visit to her Wounded Soldiers by Jerry Barrett
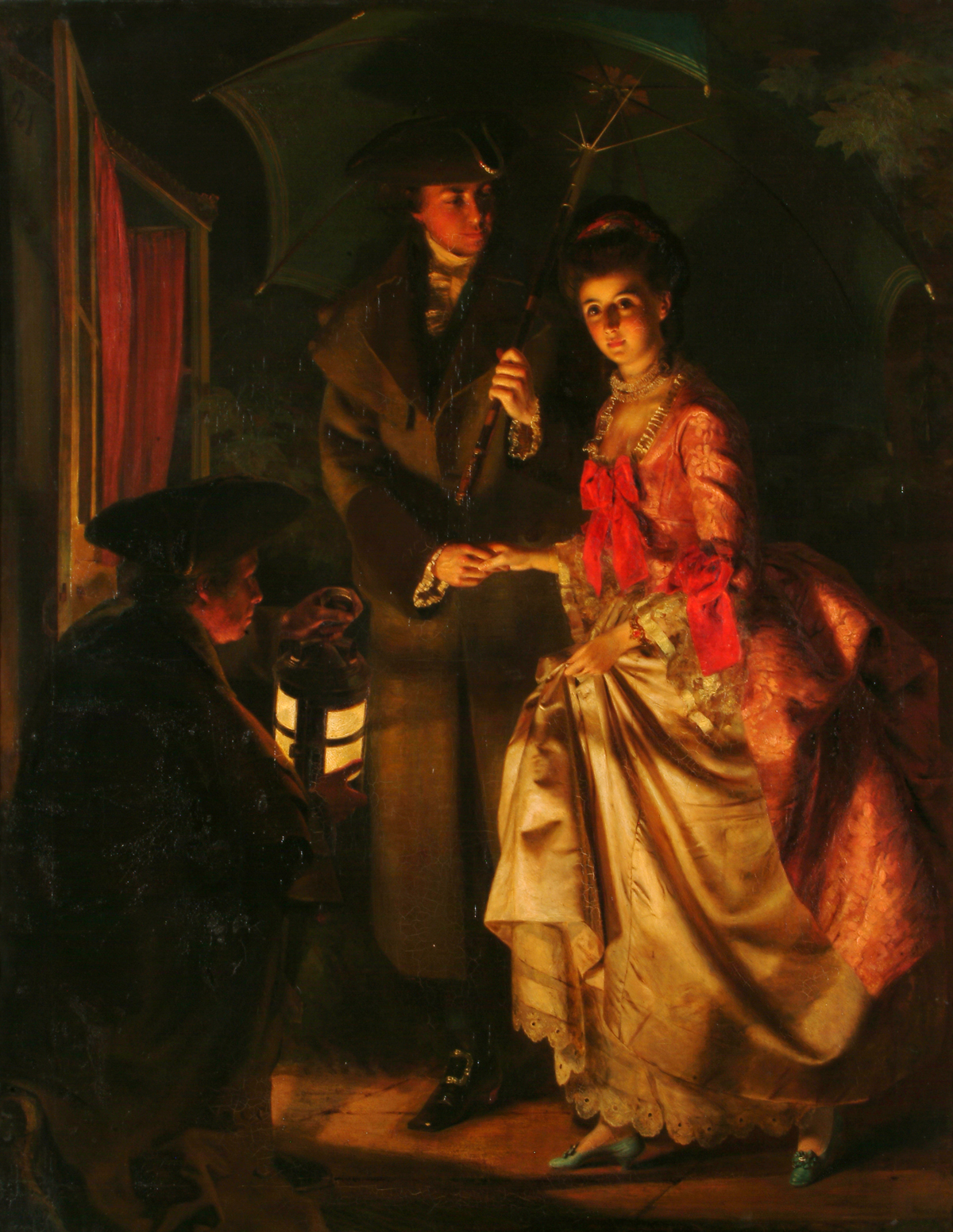
Sheridan assisting Miss Linley, Jerry Barrett (1824–1906)
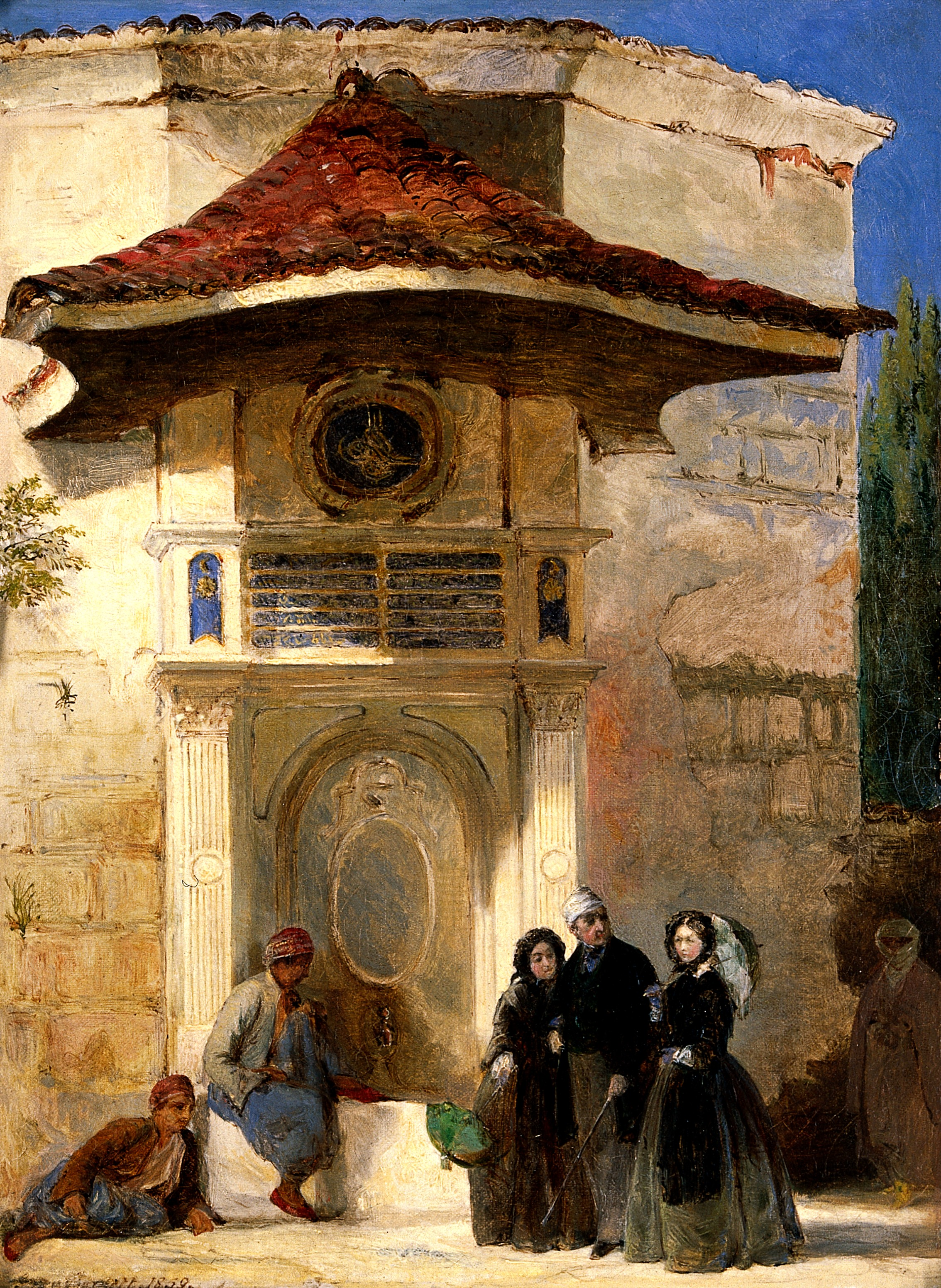
Florence Nightingale with Charles Holte Bracebridge and Seli Wellcome